# Hide (serie de televisión)
Hide (en hangul, 하이드; romanización revisada, Haideu) es una serie de televisión surcoreana dirigida por Kim Dong-hwi y protagonizada por Lee Bo-young, Lee Moo-saeng, Lee Chung-ah y Lee Min-jae. Está basada en la serie de televisión galesa Keeping Faith, que se emitió entre 2017 y 2020. Es una serie original de Coupang Play, en cuya plataforma de vídeo estará disponible para el mercado surcoreano desde el 23 de marzo de 2024 los sábados y domingos a las 22:00 (hora local coreana). También se emitirá en el canal JTBC, también desde el 23 de marzo los mismos días, pero media hora más tarde.

## Sinopsis
Un día, el marido de Na Moon-young se va a trabajar, pero no se presenta al juicio que tenía en agenda, y desde ese momento nadie logra ponerse en contacto con él. Poco después aparece su coche calcinado al fondo de un barranco, en lo que parece ser un suicidio. Pese a todos los elementos que apoyan esta explicación, Moon-young no cree que sea así y empieza a rastrear los secretos que va descubriendo en torno al trabajo de su marido.

## Reparto

### Principal
- Lee Bo-young como Na Moon-young, una exfiscal que dirige un bufete de abogados con su marido y se dedica a criar a su hija, Bom.[4][5][6][7]
- Lee Moo-saeng como Cha Sung-jae, el marido de Moon-young, un hombre que desaparece sin previo aviso.[8][9][10]
- Lee Chung-ah como Ha Yeon-joo, la amigable vecina de Moon-young.[11][12][13]
- Lee Min-jae como Do Jin-woo, un hombre misterioso.[14][15][16]

### Secundario

#### Familia y amigos de Moon-young
- Jo Eun-sol como Cha Bom, la hija de Moon-young.[17][18]
- Oh Kwang-rok como Na Seok-jin, el padre de Moon-young, que fingía estar muerto y vivía bajo el falso nombre de Ha Jae-pil.[17][19]
- Kim Gook-hee como Joo Shin-hwa, fiscal y excompañera de clase de Moon-young, a la que ayuda en sus investigaciones.[20][21]

#### Familia de Sung-jae
- Nam Ki-ae como Park Myeong-hee, la madre de Sung-jae.[22]
- Park Ji-il como Cha Woong, padre de Sung-jae y marido de Myeong-hee.[19]

#### Otros
- Kim Min como Yoon Seok-gu, asistente de Ha Yeon-joo, para la que realiza toda clase de trabajos.[23][24]
- Hong Seo-jun como Ma-gang, un directivo de empresa implicado en asuntos turbios.[25]
- Kim Sang-ho como Baek Min-yeop, un oficial de policía que tenía una mala relación con Moon-young y que ahora, cuando le quedan seis meses para jubilarse, se reúne con ella para abordar juntos el misterio de la desaparición de Sung-jae.[26][27]
- Lee Seon-hee como Go Chun-hee, la directora de la oficina de Moon-yeong, como ella también exfiscal y abogada.[28][29]
- Kim Yoon-seo como Kim Yun-seon, una oficinista común que se ve implicada injustamente en un incidente inusual.[28][30][31]
- Kwon Seong-min como el fiscal Yoo Jeong-ho, exmarido de Shin-hwa.[32]
- Lim Tu-cheol como Jo In-gyu.
- Lee Je-yeon como Lee Bang-cheol, acusado de ser el autor de varios incendios en la aldea Haean.
- Yeo Moo-young  como Choi Moo-won, propietario de una corporación empresarial, que sufre de demencia senil y está al cuidado de Yeon-joo.
- Joo Suk-tae como Choi Ho-sik, el hijo mayor del presidente Choi (ep. 7-9), que con la ayuda de Yeon-joo maneja el grupo empresarial en nombre de su padre.[19]
- Kim Geon-ho como el verdadero Ha Jae-pil, padre de Yeon-joo.[33]

## Producción
Hide es la primera producción original de la plataforma Coupang Play que también se transmite por televisión, no estrictamente de modo simultáneo sino con un retraso de media hora entre un medio y el otro.
La serie está dirigida por Kim Dong-hwi, quien dirigió también los dramas Fight for My Way (2017) y The Tale of Nokdu (2019). Está basada en la serie de S4C y la BBC de Gales Keeping Faith, que registró índices de audiencia récord; la guionista Yoo Bo-ra, autora de A Person Like You (2021), participó como creadora. El equipo de producción es el mismo de La gloria.
A principios de abril de 2023 se realizó la lectura del guion, y era inminente el comienzo del rodaje. Este estaba en desarrollo en el mes de agosto, y concluyó a principios de octubre de 2023. Ese mismo mes Coupang Play anunció la presentación de la serie.

### Promoción
El 29 de febrero de 2024 se publicó el cartel principal de la serie, con la cara en primer plano del personaje de Na Moon-young y en segundo plano de su marido Cha Sung-jae. El 5 de marzo se lanzó el tráiler principal. Una semana después se publicaron los cuatro carteles de personajes, uno por cada uno de los protagonistas.

### Banda sonora original
El 28 de abril Liway Music & Media publicó la banda sonora original de la serie, que contiene un total de treinta y siete pistas con las canciones y temas de fondo. El director musical fue Hwang Sang-jun, y en ella participaron, entre otros, los compositores Ma Sang-woo, Park Eun-ji, LeeTae-hyun, Ryu Ji-yeon y Lee Sang-min.

## Audiencia
El primer episodio registró el 4 % de audiencia nacional, según la agencia de mediciones Nielsen Korea. El segundo episodio subió ligeramente hasta el 4,7 %, lo que en conjunto indica un buen comienzo. Sin embargo, la serie no logró captar muchos más espectadores y se quedó casi siempre entre el 4 y el 5 % nacionales.
| Temporada | Temporada | Episodio número | Episodio número | Episodio número | Episodio número | Episodio número | Episodio número | Episodio número | Episodio número | Episodio número | Episodio número | Episodio número | Episodio número | Promedio |
| Temporada | Temporada | 1               | 2               | 3               | 4               | 5               | 6               | 7               | 8               | 9               | 10              | 11              | 12              | Promedio |
| --------- | --------- | --------------- | --------------- | --------------- | --------------- | --------------- | --------------- | --------------- | --------------- | --------------- | --------------- | --------------- | --------------- | -------- |
|           | 1         | 976             | 1053            | 1041            | 1289            | 949             | 1120            | 993             | 964             | 954             | 1083            | 938             | 863             | 1019     |

| Episodio | Fecha de emisión    | Índices de audiencia (Nielsen Korea) | Índices de audiencia (Nielsen Korea) |
| Episodio | Fecha de emisión    | Nacional                             | Seúl                                 |
| --- | ------------------- | ------------------------------------ | ------------------------------------ |
| 1 | 23 de marzo de 2024 | 4,050 % (1.ª)                        | 4,433 % (1.ª)                        |
| 2 | 24 de marzo de 2024 | 4,323 % (1.ª)                        | 4,721 % (1.ª)                        |
| 3 | 30 de marzo de 2024 | 4,334 % (1.ª)                        | 5,040 % (1.ª)                        |
| 4 | 31 de marzo de 2024 | 5,977 % (1.ª)                        | 6,607 % (1.ª)                        |
| 5 | 6 de abril de 2024  | 4,467 % (1.ª)                        | 5,312 % (1.ª)                        |
| 6 | 7 de abril de 2024  | 4,959 % (1.ª)                        | 5,595 % (1.ª)                        |
| 7 | 13 de abril de 2024 | 4,273 % (1.ª)                        | 4,831 % (1.ª)                        |
| 8 | 14 de abril de 2024 | 4,708 % (1.ª)                        | 5,191 % (1.ª)                        |
| 9 | 20 de abril de 2024 | 4,132 % (1.ª)                        | 4,531 % (1.ª)                        |
| 10 | 21 de abril de 2024 | 4,552 % (1.ª)                        | 4,778 % (1.ª)                        |
| 11 | 27 de abril de 2024 | 4,431 % (1.ª)                        | 4,661 % (1.ª)                        |
| 12 | 28 de abril de 2024 | 4,018 % (1.ª)                        | 4,637 % (1.ª)                        |
| Promedio | Promedio            | 4,519 %                              | 5,028 %                              |
| - En la tabla superior, los números azules representan las calificaciones más bajas y los números rojos representan las más altas. - Esta serie se transmite en un canal de cable/televisión de pago, que normalmente tiene una audiencia menor respecto a las emisoras de televisión públicas/gratuitas (KBS, SBS, MBC y EBS). |                     |                                      |                                      |